# インターナショナル・スポーツ・アンド・レジャー
インターナショナル・スポーツ・アンド・レジャー (International Sports and Leisure, ISL)は、スイスに本社を置いていた国際スポーツマーケティング代理会社である。国際サッカー連盟(FIFA)と密接な関係にあった。
1982年にアディダスのホルスト・ダスラーが電通と共同で設立した。FIFAや国際オリンピック委員会(IOC)、国際陸上競技連盟(IAAF)と関係を持った。FIFAワールドカップやオリンピックなどの世界的なスポーツマーケティング利権を一手に握り、放映権の管理などをしていた。
しかし、IOCとの関係解消や多角経営が裏目に出て経営悪化、2002 FIFAワールドカップと2006 FIFAワールドカップの放映権ビジネス不調が決定打となり、2001年に約1億5300万ポンドの負債を抱えて経営破綻した。
スイス・ツーク州の検察官による4年間の調査により、2008年、元議長ジーン・マリー・ウェーバーを含む前ISL役員6人が詐欺・横領・文書偽造などの容疑で訴えられた。
2012年に公表された法廷文書によれば、2人のFIFA経営陣（元会長ジョアン・アヴェランジェとリカルド・テイシェイラ）が1992年から2000年にかけてISLから4100万スイス・フランの賄賂を受領した。この内300万フランは返還された。